# Zaspy (wieś)
Zaspy (Zaspy Miłkowskie) – wieś w Polsce, położona w województwie łódzkim, w powiecie sieradzkim, w gminie Warta.
W latach 1975–1998 miejscowość administracyjnie należała do województwa sieradzkiego.
Niestandaryzowaną częścią wsi są Zaspy Miłkowskie położone nad jeziorem Jeziorsko.